# First It Giveth
Singles de Queens of the Stone Age
Go with the Flow Little Sister
First It Giveth est le troisième et dernier single extrait de l'album Songs for the Deaf, troisième opus studio du groupe californien Queens of the Stone Age.